# Беленькое Первое
Беле́нькое Пе́рвое (укр. Біле́ньке Перше) — село, Лысогорский сельский совет,
Запорожский район, Запорожская область, Украина.
Код КОАТУУ — 2322184902. Население по переписи 2001 года составляло 808 человек.

## Географическое положение
Село Беленькое Первое находится на правом берегу Каховского водохранилища (Днепр), выше по течению на расстоянии в 2,5 км расположено село Лысогорка, ниже по течению примыкает село Беленькое. Через село проходит автомобильная дорога Т-0806.

## Экономика
- ВТД-Агро, ФХ.